# Trofeo Baracchi 1950
Il Trofeo Baracchi 1950, seconda edizione a coppie della corsa, si svolse il 4 novembre 1950 sul velodromo di Dalmine su un percorso di 93,4 km. La vittoria fu appannaggio della coppia italiana Fiorenzo Magni e Antonio Bevilacqua, che completarono il percorso in 2h12'05", precedendo i connazionali Fausto e Serse Coppi, che si aggiudicarono il secondo posto, e Giorgio Albani e Virgilio Salimbeni, che salirono sul terzo gradino del podio.
I corridori che presero il via in questa edizione della corsa erano 20, suddivisi in 10 coppie. 

## Ordine d'arrivo (Top 10)
| Pos. | Corridore                         | Squadra | Tempo    |
| ---- | --------------------------------- | ------- | -------- |
| 1    | Fiorenzo Magni Antonio Bevilacqua |         | 2h12'05" |
| 2    | Fausto Coppi Serse Coppi          |         | a 1'42"  |
| 3    | Giorgio Albani Virgilio Salimbeni |         | a 2'12"  |